# Coups pour coups
Pour plus de détails, voir Fiche technique et Distribution.
Coups pour coups (Death Warrant) est un film américain réalisé par Deran Sarafian, sorti en 1990.

## Synopsis
Louis Burke, un policier qui est connu pour avoir mis la main sur un des criminels les plus dangereux, infiltre le pénitencier de Harrison pour élucider les meurtres inexpliqués de détenus, tous décédés de la même façon.
Par la suite, il va apprendre que dans la prison il y a un trafic d'organes et que les condamnés à perpétuité ou à mort sont exécutés d'une balle dans la tête et puis disséqués. Des prisonniers brutaux et sanguinaires, les gardiens ainsi que la direction sont impliqués dans le trafic.
Il va être confronté a Christian Naylor, un criminel qu'il a fait enfermer.

## Fiche technique
- Titre original : Death Warrant
- Réalisateur : Deran Sarafian
- Scénariste : David S. Goyer
- Producteur : Mark DiSalle
- Distribution : Metro-Goldwyn-Mayer
- Musique originale : Gary Chang
- Photographie : Russell Carpenter
- Montage : John A. Barton et G. Gregg McLaughlin
- Format : 1,85:1 -  Dolby - 35 mm
- Pays de production :  États-Unis
- Langue : anglais
- Durée : 89 minutes
- Genre : action
- Dates de sortie : 
  - États-Unis : 14 septembre 1990
  - France : 13 mars 1991
- Interdit aux moins de 12 ans

## Distribution
- Jean-Claude Van Damme  (VF : Hervé Jolly)  : Louis Burke
- Robert Guillaume : Hawkins
- Cynthia Gibb  (VF : Anne Jolivet)  : Amanda Beckett
- George Dickerson : Tom Vogler
- Abdul Salaam El Razzac : le Prêtre
- Jack Bannon  (VF : Régis Ivanov)  : Ben Keane
- Art LaFleur  (VF : Michel Barbey)  : Sergent DeGraf
- Hank Woessner : Romaker
- Conrad Dunn  (VF : Jean-Pierre Leroux)  : Konefke
- Hans Howes  (VF : Marc de Georgi)  : le garde Keller
- Larry Hankin : Mayerson
- Patrick Kilpatrick  (VF : Christian Pelissier)  : Christian Naylor dit « le démon »
- Joshua John Miller : Douglas Tisdale
- Kamel Krifa : Keel

## Autour du film
- Bien que le film soit sorti après Full Contact, il a été filmé bien avant ce dernier[1].
- Il a été entièrement tourné à Los Angeles.